# Észak-bajkáli-felföld
Az Észak-bajkáli-felföld (oroszul: Северо-Байкальское нагорье, Szevero-bajkalszkoje nagorje) tájegység Oroszországban, Szibéria déli részén, a bajkálontúli északi felföldek egyike. Közigazgatásilag az Irkutszki területhez és Burjátföldhöz tartozik.

## Jellemzői
A Bajkál-tótól északkeletre helyezkedik el. Délen a Felső-angarai-hegység (Verhnyeangarszkij hrebet) határolja, északnyugaton meredeken ereszkedik le a Léna völgye és azontúl a Léna-felföld felé. Északkeleten a Vityim választja el a Patom-felföldtől.
Keskeny völgyekkel elválasztott, 1100–1600 m magas hegyek rendszeréből áll, de legmagasabb csúcsa 2500 méter fölé emelkedik (Inyaptuk, 2578 m). Metamorf prekambriumi és alsó-paleozoós kőzetekből épül fel.
A hegyoldalakat vörösfenyőből álló tajga borítja, a magasabb tetőket hegyi tundra növénytársulásai uralják. Ásványkincsei közül kiemelkedik a muszkovitcsillám, melyből nagy készletek vannak a Mama és a Csuja folyók közén.
A felföldet átszelő egyik legnagyobb folyó a Lénába torkolló Csaja (353 km).